# قلعه قلدوش روستای لزور
قلعه قلدوش روستای لزور مربوط به سدهٔ ۵ و ۶ ه.ق است و در شهرستان فیروز کوه، بخش ارجمند، روستای لزور واقع شده و این اثر در تاریخ ۷ مهر ۱۳۸۱ با شمارهٔ ثبت ۶۳۳۶ به‌عنوان یکی از آثار ملی ایران به ثبت رسیده است.